# Ses Males Cases
Ses Males Cases és una possessió situada a la Marina del terme municipal de Llucmajor, Mallorca, en el Camí de s'Àguila.
Aquesta possessió està situada entre les possessions d'es Pedregar, Son Taixaquet, Cas Frares i Son Munar. Es troba documentada el 1434 i pertanyia en aquell any a Antoni Tomàs, la família del qual la posseí els segles xv i xvi. El 1608, era de l'honor Miquel Mòjer i confrontava amb el camí de s'Àguila, Son Munar, Son Campaner, es Pedregar i Son Taixaquet. Tenia cases i era dedicada a vinya i conreu de cereals. També tenia ramaderia ovina i nombrosa aviram. Els Mòjer de ses Males Cases la posseeixen des del segle xvi. Al pas del segle xix al xx en fou propietari el polític i folklorista Joan Mòjer Noguera.

## Construccions
Les cases de la possessió estan integrades per diversos bucs adossats que formen una "L", i constituïts per l'habitatge humà i diverses dependències agropecuàries: pallissa, estables, colomer, forn i solls. De forma aïllada, entorn de la casa, se'n disposen d'altres: portasses, sestadors, un après, barraques i solls. L'habitatge té dues crugies. Es presenta en dos volums d'una altura (planta baixa) i dues altures (planta baixa i porxo). L'única façana que es conserva intacta és la nord-est, les altres s'han anat reestructurant al llarg del temps. La façana principal, orientada al sud-oest, presenta només planta baixa i consta d'un portal d'entrada còncau deprimit amb llindar i dovelles. La façana posterior, orientada al nord-est, presenta una disposició asimètrica de les obertures. Sobre la façana nord-est hi ha un rellotge de sol amb la data «1896». Com a instal·lacions hidràuliques situades també de forma aïllada hom hi troba: un aljub, una cisterna i una bassa.

## Jaciments arqueològics
Prop de les cases de la possessió hi ha dos jaciments arqueològics no excavats: Habitacions prehistòriques de ses Males Cases, Restes prehistòriques de ses Males Cases